# Gideon Isaksson
Sven Gideon Isaksson, född 10 juni 1911 i Stoby, Kristianstads län, död 1980, var en svensk målare. 
Han var son till pastorn Karl Isaksson och Hilda Johansson och från 1951 gift med Inga Elsa Margareta Hansson. Isaksson studerade vid Skånska målarskolan i Malmö 1935-1936 och för Kræsten Iversen vid den danska konstakademien i Köpenhamn samt under studieresor till Italien, Frankrike och Spanien. Separat ställde han ut ett flertal gånger i Trelleborg och tillsammans med Lennart Rosensohn och Eric Cederberg i Landskrona 1956. Han medverkade i samlingsutställningar med Skånes konstförening. Hans konst består av stilleben, blommor, landskap från södra och mellersta Sverige, hamn och gatumotiv från Stockholm, Köpenhamn och Trelleborg i en naturalistisk stil. Isaksson är representerad vid Trelleborgs museum och Trelleborgs lasarett.